# Рара
Озеро Рара (Rara taal або Mahendra Daha) — найбільше озеро Непалу. Озеро розташоване в окрузі Муґу в Західному Непалі на території Національного парку Рара. Озеро розташоване на висоті 2 900 м над рівнем моря і має площу 10 км².
| Непал | Це незавершена стаття з географії Непалу. Ви можете допомогти проєкту, виправивши або дописавши її. |

| Озеро | Це незавершена стаття про озеро . Ви можете допомогти проєкту, виправивши або дописавши її. |

1. ↑  https://dnpwc.gov.np/en/conservation-area-detail/73/